# كينيث أ. ر. كينيدي
كينيث أ. ر. كينيدي (بالإنجليزية: Kenneth A. R. Kennedy)‏ هو عالم إنسان أمريكي، ولد في 26 يونيو 1930، وتوفي في 1 مايو 2014 في إثاكا في الولايات المتحدة.